# جيرهارد نيومان
جيرهارد نيومان (بالألمانية: Gerhard Neumann)‏ هو مهندس فضاء جوي ومهندس ألماني، ولد في 8 أكتوبر 1917 في فرانكفورت في ألمانيا، وتوفي في 2 نوفمبر 1997 بسبب ابيضاض الدم.